# محمد بیابانی
محمد بیابانی ( ۷ خرداد ۱۳۲۴، بوشهر - ۲۱ اسفند ۱۳۸۱، بوشهر ) معلم، شاعر، نویسنده، اسطوره شناس، غزل سرا و منتقد ادبی اهل ایران است. وی چهره ای برجسته و تاثیرگذار در شعر جنوب ایران شمرده می شود.

## زندگی
بیابانی در سامانهٔ امامزاده از توابع استان بوشهر به دنیا آمد. تحصیلات ابتدایی و متوسطه را در زادگاهش گذراند. سپس برای ادامه تحصیل و گذراندن دورهٔ دو سالهٔ تربیت معلم، وارد دانشسرای کشاورزی شیراز شد (این ایام هم‌زمان با آغاز فعالیت‌های سیاسی او به‌طور جدی است). پس از اتمام دانشسرا، دورهٔ دو سالهٔ خدمت نظام وظیفه را در سپاه ترویج و آبادانی در دامغان به پایان رساند.
در سال ۱۳۵۲ به استخدام اداره آموزش و پرورش استان بوشهر درآمد و به تدریس در مدارس شهرستان‌های گناوه، دشتستان و بوشهر پرداخت. وی بامداد روز چهارشنبه ۲۱ اسفندماه ۱۳۸۱، بر اثر سرطان ریه در بوشهر درگذشت.

## سبک شاعری
محمد بیابانی از جمله شاعرانی است که زبان و ساختار بیانی ویژه‌ای دارند. آگاهی وی از مفاهیم آرکائیک و استخدام اسطوره و تلمیحات افسانه‌ای در زبان شعری اش، شناخت تاریخ و ادبیات قدیم ایران، تخیّل قوی،عاطفه، اندیشه سرشار، ابهام و استعاره‌های تو در تو و دقت و وسواس وی در گزینش و چینش کلمات، از شاخصه‌های بارز در اشعار بیابانی به‌شمار می‌رود. مضامین شعری او، بیشتر مسائل اجتماعی و سیاسی است. همچنین از خصایص شعری او، تمایل به ادبیات فولکلوریک و استفاده از باورها، آرمان‌ها و اعتقادات مردمی است. بیابانی در کنار شاعران بزرگ خطهٔ جنوب همچون منوچهر آتشی، فرج‌الله کمالی، بهرام اکبرزاده، ایرج شمسی‌زاده و دکتر سید جعفر حمیدی در جهت بومی‌سرایی و به‌کارگیری واژگان محلی در زبان شعری، گام‌های بزرگی برداشته‌است. سروده‌های وی از ابتدا در میان خوانندگان مورد استقبال قرار گرفت و جایگاهی ویژه یافت.
منوچهر آتشی شعر بومی بیابانی (کِلِنگ گُل پُر گُل واویدن انگار بهار اَندن) را که مورد استقبال قرار گرفته بود سروده سال‌های ۱۳۴۱ او می‌داند.
بیابانی پیش از دههٔ چهل در سه ساحت بومی سرایی، کلاسیک (بخصوص غزل)، سپید و عمدتاً نیمایی شعر می‌سروده‌است. وی از بنیان‌گذاران بومی‌سرایی (با گویش محلی) در بوشهر بوده‌است. هم چنین او  دستی هم در نثرنویسی داشت و کارهای سترگی در این زمینه انجام داده‌است. از جمله این آثار می‌توان به آسیب‌شناسی هنر، رمان از پیدا تا پیدایش، داستان‌های کوتاه و نقدهای متعدد درباره اشعار شاعران برجستهٔ معاصر اشاره نمود. بیابانی بنا به دلایلی، چندان تمایلی به چاپ اشعارش نداشت و اولین اثر او که پس از سال‌ها شاعری منتشر گردید، منظومه‌ای بود با نام «حماسهٔ درخت گل بانو».

## تعریف شعر
وی در یادداشتی در تعریف شعر، می‌نویسد:
«شعر بیش و پیش از همه، در لایه‌های درونی خویش است که بازمی‌تابد. این است که بازشناخت آن، نیاز به ره‌بردن به ویژگی‌های فردی ـ گروهی و کنکاش جدی دارد. پس نخستین وجه دریافت شعر، کارکرد غریزی ـ طبیعی واژه‌هاست بر بستر احساس در نزد شاعر، و ره‌بردن از این مرز به قلمرو گستردهٔ واژگان؛ زان پس درون‌نگری، درون‌بینی، درون‌کاوی و درون‌شکافی آن‌ها. می‌گویند شعر تعریف‌ناپذیر است؛ هم از آن رو [است] که هر کس به گونه خویش، برداشتی «خودویژه» از آن بدست می‌دهد… شعر، جهت‌یاب انگیزه‌های استوار، بر نیاز و آرزویی است بالنده و انسانی، که با جولان خیال خودانگیخته ـ و نه برانگیخته ـ بر بستر احساس و عاطفه، دوش بر دوش واژه‌های تپنده، بسامان، رقصان، خوش‌آوا، توأم با منشوری از رنگ‌ها، به بازآفرینی دیگرگونه، چندبُعده، تندیس‌وارهٔ جهان و واقعیت‌ها، در راستای حقیقت برآمده از ذهن سراینده می‌پردازد و نمادها را به نمود بدل می‌کند. با این دید شاعر ناخداست. چندان که ناخدا بی اعتنا به عقربه جهت‌یاب که رهیافت رهایی از تلاطم و توفان است بی دست ابزار، سفری برانگیخته را بادبان درکشد، سرگردان شدن در دریایی بی‌کران را دامن زده‌است. نیز طعمه‌ای برای خام خواری کوسهٔ هنر - مرگی خویش. پس هر جا شاعر در بند خیال خودانگیخته و نه برانگیخته، مجهز به ابزار لازم پیش تازد، شعر است که بازمی‌تابد…»

## نمونه اشعار
برای عزیز از دست شده‌ام: محمد مختاری
با بوریای گرد مرده بر این پیکر
نهان این شب اگر باد
این وقت روز چه می‌بارد
باید تعادل خود را از دست داده باشد توفان
این وقت روز که شب هم
با گورهای کهنه نمی‌ماند
کو تا سحر که باد تازیانه نباشد
پشتم چه تیر می‌کشد اکنون.
می‌خواهم از کنار زمین سیر بگذرم
دستی میان آمدنت تا من شمشیر می‌شود
چشمی:
که آسمان مرا
با استخوان رودخانه نشینان
بر خاک می‌کشد.
داغ است این کفن
داغ است و در سراب هویداست
دودی که بر فراز عفّت و اخلاق می‌وزد
خشکیدن چراغ چه خاموش است
باید تهی شده باشد
آن گوش‌های پاره از صدای سحرگاه
تابوتی:
از تو چه می‌سازد…
ذات سحر که گفته سپید است
هرگز به دست داده که گورستان
از چشم‌های تشنه ننوشد آب؟
این عطر آشنا:
حتی مخاط گرگ بیابان را آزار می‌دهد
باید کسی گذشته باشد از این‌جا
دستم به حرف‌های گنگ خیابان نمی‌رسد
چشمم به گریه‌های آن پس دیوار
باید از آن طرف که می‌گذرد او
من هم گذشته باشم
می‌بینم این وطن که بازنمی‌گردد!
چشمانی از دریچه سرک می‌کشد
با آیه‌ای که قطره قطره تو را آب می‌کند
آن قدر مانده روز که برگی هم در دخمه بشکند
می‌بینی آفتاب:
نیمی از استخوان تو رالمس می‌کند
یک روز باز شانه‌های تو بودم
حالا تو بال ناتوانی من باش
موش هزاره هم‌اکنون باید جویده باشد احساس آدمی
شاید جوانه هم زده باشد
برفی که با گلوی شما آب می‌شود:
دنیا به فکر هیچ گلی نیست
تا او به شکل تو باشد
از برف هم که می‌گذرد باز آشناست
این عنکبوت تیره که می‌بافد دائم کلاف خویش
از برف هم که می‌گذرد
تاریکی جهان تو را جیغ می‌کشد
آن زن که تکیه داده بر اکنون
سرد است و باز مسلسل‌ها
سرگرم قطع حوصلهٔ عشق
پشتم چه تیر می‌کشد آن روز…
دارد بخار می‌شود این دست
دارد بخار می‌شود و دریا
باز همچنان به جوی شفق جاری ست
دنیا چقدر بی تو غریب است
این بوریای موریانه خورده که هر بار
بر پیکری دریده می‌شود و باز…
انسان درون جمجمه می‌پوسد
وقتی دروغ سخن گوست
سرد است و گرد مرده می‌پراکند این ابر.

## دو شعر بومی محلی
{ کلنگ گل }

کلنگ گل، پر گل واویدن انگار بهار اندن
همهٔ جا سوزه سوز آویدن و نخلا به بار اندن
به که و دشت و صحرا بچه‌ایدا هر هلی می‌شن
شی باول پی چشمه به او خوردن قطار اندن
{ گنادل }

چه سازم با تو ای دنگ و گنادل
فقیر و بی‌کس و بی‌همنوا دل…
«بیابونی» ز تو راحت نداره
چنی بی‌دس و پا، کور و گنادل

## آثار

### مجموعه شعر
- حماسهٔ درخت گلبانو، محمد بیابانی، نشر مرکز، تهران، چاپ نخست ۱۳۶۹.
- زخم بلور بر زبانهٔ الماس، محمد بیابانی، نشر مرکز، تهران، چاپ نخست ۱۳۷۳.
- دستی پُر از بریدهٔ مهتاب، محمد بیابانی، انتشارات نیم نگاه، تهران، چاپ نخست ۱۳۸۰.
- سار صبور بر صنوبر آتش، محمد بیابانی، انتشارات داستان سرا، تهران، چاپ نخست ۱۳۹۰.
- به سالگرد تماشای آب در پاییز، محمد بیابانی، انتشارات داستان سرا، تهران، چاپ نخست ۱۳۹۰.